# Pranti (Menganti)
Pranti is een bestuurslaag in het regentschap Gresik van de provincie Oost-Java, Indonesië. Pranti telt 2578 inwoners (volkstelling 2010).